# Praia de Lopes Mendes
Vista da Praia de Lopes Mendes
A praia de Lopes Mendes localiza-se no lado oceânico da Ilha Grande, no município de Angra dos Reis, estado do Rio de Janeiro, Brasil. É considerada uma das praias mais bonitas do país.

## Características
A praia, de 3 km de extensão, caracteriza-se pela areia fina e branca e as águas rasas agitadas por muitas ondas. As águas transparentes exibem várias tonalidades de azul. Apesar de ser rasa e apta para banhos, as fortes ondas atraem muitos surfistas. A praia é totalmente desabitada, sendo delimitada por uma vegetação exuberante de restinga com muitos pés de abricó.
O mar agitado dificulta o atracamento de barcos, mas com águas mais calmas é possível atracar do lado esquerdo da praia. Muitos turistas chegam à praia por uma trilha no mato que parte da Enseada das Palmas, de águas calmas, localizada do outro lado da Ilha Grande. A esta enseada chegam diariamente barcos que trazem turistas da Vila do Abraão e outras partes da Ilha com o objetivo de visitar Lopes Mendes.